# Psychologie générale
Cet article court présente un sujet plus développé dans : Psychologie cognitive.
Pour les articles homonymes, voir Psychologie (homonymie).
La psychologie générale est le nom, en France dans la seconde moitié du XXe siècle des études scientifiques sur la perception, les motivations, les émotions. L'expression due à Georges Dumas a été celui d'un certificat de licence en France jusqu'à 1968 ; ce domaine a été aussi appelé autrefois psychologie expérimentale ou fondamentale, pour se différencier de la psychologie philosophique, fondée sur l'introspectionet au XXIe siècle, psychologie cognitive.